# Khami
Khami su ruševine drevnog grada, prijestolnice Kraljevstva Butua (1450. – 1683.), predkolonijalne države u južnoj Africi. Nalazi se oko 22 km zapadno od grada Bulawayoa u pokrajini Sjeverni Matabeleland u današnjem Zimbabveu i proglašen je nacionalnim spomenikom koji je 1986. godine upisan na UNESCO-ov popis mjesta svjetske baštine u Africi kao "važno arheološko nalazište predmeta iz Europe i Kine koji svjedoče kako je Khami stoljećima bio važno trgovačko središte".
Počeo se graditi oko 1450. godine, u vrijeme kada je napuštena slavna prijestolnica Kraljevstva Zimbabve, Veliki Zimbabvea) i doživio je vrhunac za dinastije Torwa koja je vladala do 1650. god. Tada se Khami rasprostirao u duljinu od 2 km i neke od građevina se mogu lako prepoznati. Kraljevska rezidencija (mambo) se nalazila na središnjem brdu "Sjevernih ruševina" koje se uzdiže iznad terasa s potpornim zidinama. U ovom području su, između ostalih, pronađeni značajni predmeti koji svjedoče o razvijenoj trgovini Kraljevstva Butua: okamina iz porajnja iz 16. st., te Ming porculan, portugalske imitacije kineskog porculana i španjolska srebrnina iz 17. st. O posjeti portugalskih trgovaca svjedoči i monumentalni križ od granitnih blokova na malenom brdu iza rezidencijalne palače, tzv. "Brdo križa".
Kako je ovo područje obilato nekvalitetnijim granitom (laminar) od ostatka Zimbabvea, te zbog izrazito vruće klime i čestih epidemija malarije, graditelji Khamija su izumili jedinstven način gradnje. Značajnije građevine su bile uzdignute na terase suhozida s potpornim zidovima kroz koje je strujao zrak i činio ih svježijima od nizinskog otvorenog prostora. Stanovništvo Khamija je živjelo u malenim kamenim kućama sa slamnatim krovovima, u selima okruženim granitnim zidinama, razbacanima na nekoliko hektara u duljini preko 2 km. U tim selima su postojali brojni uski kameni prolazi i ophodne galerije, pokrivene ili ne, te mnogi ukrasni frizovi u obliku šahovnica ili činova.
Opustošili su ga pobunjeni Rozvi 1683. godine za Carstvo Munhumutapa, još jednu nasljednicu Kraljevstva Zimbabve. Grad nije obnovljen i polako je postao ruševina. Kasnije je ovo područje postalo "kraljevskim rezervatom" naroda Ndebele i kraljevstva Matabeleland (cijeli istočni Zimabbve). Ruševine su otkrili Europljani tek 1894. godine nakon smrti kralja Lobengula, a istraživanja su otpočeli u 20. stoljeću David Randall-MacIver, Gertrude Caton-Thompson, i ne tako davno K. R. Robinson. No, rodezijska rasistička vlada nije dopuštala arheolozima istraživanje jer je negirala mogućnost da je autohtono crnačko stanovništvo moglo izgraditi išta znamenito. Nakon stjecanja neovisnosti 1979. godine, Zimbabvanci su ga proglasili nacionalnim spomenikom.
- Ruševine Khamija
- Monumentalni prolaz
- Potporni zidovi palače
- Stube palače

## Vanjske poveznice
- Fotografije Khamija
- Internacionalni kamp za mlade povodom obnove Nacionalnog spomenika Khamija 2006. god. (engl.)